# خدمة المعلومات في المكتبات
خدمة المعلومات في المكتبات، هي مجموعة الخدمات التي تقدمها المكتبات بجميع أنواعها: وطنية وعامة ومتخصصة ومدرسية وأكاديمية وخاصة (شخصية).
وتتمثل هذه الخدمات في:
- خدمات المعلومات Information Service: هي الناتج النهائي الذي يحصل عليه المستفيد من المعلومات والذي يأتي نتيجة التفاعل بين ما يتوافر لأجهزة المعلومات من موارد مادية وبشرية فضلاً عن تنفيذ بعض العمليات والإجراءات الفنية. وترتبط هذه الخدمات بطبيعة ونشاط المستفيدين وأنماط إحتاجاتهم للمعلومات.
- خدمات المعلومات التقليدية: هي تلك الخدمات التي تقدمها المكتبات ومراكز المعلومات لمجتمع المستفيدين منها بصورة إلزامية سواء قدمت الخدمات يدوياً أو من خلال نظام آلي؛ ومن أمثلتها الإطلاع الداخلي، والخدمة المرجعية، والإعارة، والتصوير.
- خدمات المعلومات غير التقليدية: هي تلك الخدمات التي تقدمها المكتبة أو مركز المعلومات غما كخدمة إضافية من عنده علي ما يراه من احتياجات مجتمع مستفيديه أو بناءً علي طلب من المستفيد نفسه لهذه الخدمة.

## الإطلاع الداخلي أو الإعارة الداخلية
عدم السماح بخروج بعض المواد المكتبية من المكتبة بحيث تستخدم داخل قاعات مخصصة له
الإطلاع الداخلي هو:
دخول المستفيد إلي المكتبة والتجول بين أرفف المكتبة واختيار وعاء معين والجلوس داخل قاعات الإطلاع لتصفحة والإطلاع عليه.
مميزات الإطلاع الداخلى:-
1- يسمح ببقاء المستفيد أطول فتره ممكنه داخل المكتبة.
2- المحافظة على الوعاء من عوامل التلف التي يمكن ان تحدث.
3-التعرف على الخدمات المختلفة الموجودة داخل المكتبة.
- أنواع الإعارة الداخلية

1) الإعارة الداخلية (المضبوطة والمؤقتة)
2) الإعارة الداخلية (الغير مضبوطة)
1) الإعارة الداخلية (المضبوطة والمؤقتة)
وفيها يأخذ موظفة الإعارة بطاقة المستفيد وبطاقة الكتاب دون أن يضع عليها أي أختام ومن خلالها يعرف الموظف من يستخدم كتاباً محدداً وذلك للمتابعة.
2) الإعارة الداخلية (الغير مضبوطة)
وهنا يقو المستعير باستخدام المادة المكتبية داخل المكتبة دون أي عملية تسجيل أو تدخل من موظف الإعارة وفي هذه الحالة يقوم المستفيد بإعادة المادة العلمية بنفسه إلى الرفوف أو تركها على مناضد الإطلاع.

## الإعارة الخارجية
وتتجه إليها المكتبات لتوفير الكتاب للمستفيد فترة أطول يستطيع خلالها قراءة الكتاب وعادة ما تكون مدة الإعارة أسبوعاً أو اسبوعين حسب سياسة المكتبة، وفي حالة تأخير الكتاب يتم تغريم المستفيد مبلغاً من المال يخضع تحديده أيضاً لسياسة المكتبة، ومن المفترض أن يتم توجيه مبالغ الغرامات لإثراء مجموعات المكتبة.
ولا يسمح بإعارة بعض المواد كالكتب المرجعية والنادرة والوحيدة النسخة.وهناك بعض المكتبات التي تسمح بالإعارة يوم واحد فقط ويكون في نهاية الدوام

## التصوير والاستنساخ
وقد اتجهت إليها المكتبات توفياً لوقت المستفيد وتظهر فائدته في الأوعية التي تعاني من كثرة الاستخدام فهذا بجنب المكتبة الانفاق على عدة نسخ لنفس الوعاء في الوقت الذي تستطيع فيه شراء أكثر من وعاء.
تحتل هذه الخدمة اهميه خاصه ومراكز المعلومات لانها تتيح للمستفدين الحصول على نسخه من وعاء ما
لاستخدام الشخصى وجعل مقتنيات المكتبة جاهزه ومتاحه داخل المؤسسة مع الإبقاء داخل المكتبة للستخدام من قبل المستفدين. وتكمن اهميته التصوير بانه يعتبر بديلا عن الاعاره الخارجيه بالنسبة للمواد التي لا يسمح باعارتها مثل الاوعيه الخارجيه والدوريات، ويتح الفرصة لاكثر من مستفيد لاستفاده من الوعاء في وقت واحد، بلاضافه انه بيحافظ على المجموعات الخاصة التي يخشى عليها من التلف أو الضياع.
ويوجد بعض المشاكل للتصوير حيث ان بعض المكتبات تقدم هذه الخدمة مقابل مادى ويتفاوت من مكتبه إلى أخرى وتلك الخدمة تعمل على استفادة المتردديين إلى المكتبة من الكتب التي لا يسمح بإعارتها خارج المكتبة وتعمل هذه الخدمة على المحافظة على أوعية المعلومات من الأضرار المتعرضه لها سواء من الفقدان أو التلف. توفر هذه الخدمة على إخصائى المكتبات الوقت والجهد وتكون هذه الخدمة من الخدمات المهمة التي تقوم بها المكتبة كما توفر أيضاً التقليل من خدمة الحجز.

## الإحاطة الجارية
هو إتاحة فرصة ملاحقة المستفيدين في المكتبة للإنتاج الفكري الحديث المتصل بمجالات اهتمامهم وقد تم إدخال الحاسوب لتطوير خدمة الإحاطة الجارية وذلك من خلال إمكانية القيام بإصدار تقارير مطبوعات بأسماء المستفيدين أو فئة محددة منهم ويتم توزيع هذه التقارير عليهم حساب أسمائهم ويتم إرسال القائمة إلى مجموعة من المستفيدين في مكان أو قسم واحد على أن تذكر أسماؤهم جميعا على القائمة مع وضع ملاحظة خاصة بتمرير تلك القائمة على السادة الزملاء بالقسم مثلا في حال الانتهاء من الاطلاع عليها ويمكن الاتصال بهم عن طريق البريد الإلكتروني من خلال قائمة بأسمائهم، يقوم الحاسوب في المكتبة بعمل ملصق عبارة عن قائمة بأسماء كل مجموعة من المستفيدين سيتم توزيع القائمة عليهم ويلي ذلك إعداد قائمة بكل المواد التي وصلت المكتبة خلال تاريخ معين وترتب تلك القائمة حسب تاريخ ورودها أو هجائيا بالعنوان.

## البث الانتقائي للمعلومات
وهي تختلف عن الإحاطة الجارية حيث يعتمد البث الانتقائي على إعداد قوائم باهتمامات كل مستفيد وإحاطته بالجديد في المجالات التي تهمه فقط وقد أتاحت النظم الآلية سهولة القيام بهذا الأمر دون أدني تدخل من أخصائي المعلومات (أمين المكتبة) فهي شيء يشبه قوائم المراسلات
Mail lists
تبرز خدمة البث الانتقائي بصورة واضحة في المكتبات الجامعية والمتخصصة ومراكز المعلومات.
وهناك وسائل وطرق عديدة لتمكين المستفيدين من الاستفادة من خدمات الإحاطة الجارية وهي:
-توزيع قوائم المقتنيات الحديثة التي تعرف ببعض المكتبات بقوائم الإحاطة الجارية.
- البث الانتقائي للمعلومات.
- تمرير الوثائق والدوريات على المستفيدين.
- عرض المطبوعات الحديثة نفسها أو أغلفتها.
- بث البيانات والمعلومات عبر قنوات الاتصال التلفزيونية والهاتفية.
- الاتصالات الهاتفية بالمستفيدين.
- النشرة الإعلامية ونشرة الإحاطة الجارية.
توجد مميزات عديدة لخدمة البث الانتقائي للمعلومات نذكر منها:
1- توفير وقت الباحث (المستفيد) في الاطلاع على الإنتاج الفكري في الموضوع أو الموضوعات التي تهمه في بحثه وعمله.
2-إدخار الوقت الذي يمضيه الباحث في المكتبة بحثاً عن ما هو جديد من معلومات ووثائق في مجالات تخصصه واهتماماته.
3-استرجاع كل ما له علاقة بأهتمامات الباحث الحالية وما قد يُفقد نتيجة استخدام طرق تقليدية في خدمات المكتبة.
4-ضمان عمل مسح شامل لأدبيات الموضوع الذي يهم الباحث.
- استنساخ قوائم محتويات الدوريات.
- التعريف بالبحوث الجارية
الرد على الاستفسارات
هو عملية الرد على المستفيدين من خلال الاتصال بالمكتبة عن طريق البريد الإلكتروني، الهاتف... إلخ

## إعداد الكشافات والمستخلصات
انظر كشافات ومستخلصات
وقد تقدم المكتبة هذه الخدمات من تلقاء نفسها لرؤيتها لحاجة المستفيدين إليه أو بناء على طلب المستفيدين.

## الترجمة العلمية
وقد تقوم بتقديم هذه الخدمة أيضاً إما من تلقاء نفسها أو بناء على طلب أحد المستفيدين، وفيها إما أن يقوم أخصائي المعلومات بالترجمة أو تعقد المكتبة اتفاقاً مع أحد المتخصصين في لغة الترجمة أو أحد المكاتب وتعمل المكتبة كوسيط بينهما أو تقوم بتعيين أحد المترجمين لديها وذلك تبعاً لسياسية المكتبة وحاجات مجتمع المستفيدين وقد لا تجد هذه الخدمة في الدول العربية - إن وجدت - إلا في المكتبات القومية والمتخصصة.